# Francisco Aristu
Francisco Javier Aristu Lozano (ur. 12 lutego 1968, Pampeluna) – hiszpański baseballista, który występował na pozycji łapacza, olimpijczyk, medalista Mistrzostw Europy.
W 1989 roku, zdobył brązowy medal Mistrzostw Europy. Uczestniczył także w mistrzostwach w 1995 roku, gdzie Hiszpania zajęła czwartą lokatę.
W 1992 roku, Aristu uczestniczył w Letnich Igrzyskach Olimpijskich 1992 w Barcelonie, gdzie jego reprezentacja zajęła ostatnie, ósme miejsce. Wystąpił w trzech spotkaniach.
Był trzykrotnie powoływany do kadry na zawody Pucharu Interkontynentalnego. Startował odpowiednio w: 1993 (9. miejsce), 1995 (12. miejsce) i w 1997 roku (8. miejsce).

## Statystyki z Mistrzostw Europy 1995
| Rok  | Reprezentacja | M | AB | R | H | 2B | 3B | HR | RBI | SO | BB |
| ---- | ------------- | - | -- | - | - | -- | -- | -- | --- | -- | -- |
| 1995 | Hiszpania     | 8 | 20 | 3 | 3 | 1  | 0  | 0  | 2   | 6  | 7  |